# Карлос Діскуа
Карлос Діскуа (ісп. Carlos Discua, нар. 20 вересня 1984, Тегусігальпа) — гондураський футболіст, фланговий півзахисник клубу «Мотагуа» та національної збірної Гондурасу.

## Клубна кар'єра
У дорослому футболі дебютував 2005 року виступами за команду «Універсідад», в якій провів один сезон. Після цього виступав на батьківщині за клуби «Олімпія» та «Депортіво Вікторія». У складі столичної команди Карлос двічі виграв чемпіонат Гондурасу. 
У 2009 році він перейшов у гватемальський «Депортіво Сінабахул». 27 вересня в матчі проти «Альконеса» Карлос забив свій перший гол за новий клуб. 
У 2010 році він перейшов в «Коммунікасьйонес». З новим клубом Діскуа виграв чемпіонат Гватемали, після чого повернувся на батьківщину в «Мотагуа». 3 листопада в поєдинку проти «Види» він забив свій перший гол за команду. 11 серпня 2014 року в матчі проти «Гондурас Прогресо» Карлос зробив хет-трик. У 2015 році він став чемпіоном Гондурасу в складі «Мотагуа».
Влітку 2015 року Діскуа перейшов у костариканський «Алахуеленсе». 3 серпня в матчі проти «Уругвай де Коронадо» він дебютував у чемпіонаті Коста-Рики. У цьому ж поєдинку Карлос забив свій перший гол за нову команду.
У червні 2016 року Діскуа повернувся в Гондурас, підписавши річний контракт зі своїм колишнім клубом «Мотагуа». Відтоді встиг відіграти за костариканську команду 33 матчі в національному чемпіонаті.

## Виступи за збірну
12 квітня  2012 року дебютував в офіційних матчах у складі національної збірної Гондурасу в товариському матчі проти збірної Коста-Рики Карлос дебютував за збірної Гондурасу.
У 2015 році Діскуа взяв участь у розіграші Золотого кубка КОНКАКАФ. На турнірі він зіграв у матчі проти збірної Гаїті, США та Панами. У поєдинку проти американців Карлос забив свій перший гол за національну команду.
У 2017 році у складі збірної Діскуа взяв участь у розіграші Золотого кубка КОНКАКАФ. На турнірі він зіграв у матчі проти команд збірної Коста-Рики, Французької Гвіани та Канади.
Наразі провів у формі головної команди країни 23 матчі, забивши 1 гол.

### Голи за збірну
| #   | Дата            | Місце                                       | Противник | Рахунок | Результат | Змагання                    |
| --- | --------------- | ------------------------------------------- | --------- | ------- | --------- | --------------------------- |
| 01. | 7 липня 2015    | Тойота Стедіум, Даллас, США                 | США       | 2:1     | 2:1       | Золотий кубок КОНКАКАФ 2015 |
| 02. | 16 березня 2017 | Франсіско Морасан, Сан-Педро-Сула, Гондурас | Нікарагуа | 1:0     | 2:0       | Товариський матч            |

## Досягнення
- Чемпіон Гондурасу: Клаусура 2006, Клаусура 2008, 2014/15
- Чемпіон Гватемали: Апертура 2011